# Клеймор
„Клеймор“ (Claymore) е музикална група от Русе, България.

## История
Симфонична фентъзи метъл банда Клеймор се формира през лятото на 1999 г. в град Русе, България. Основатели са Камен (барабани) и Мартин (китара). Изборът за клавирите е сложен и след три месеца на прослушвания изборът пада върху Цветелин (възпитаник на музикалното училище) – той се превръща в един от стълбовете на Клеймор. През 2020 година се присъединяват харизматичните дами Кремена (оперна певица), Преслава (музикален колеж Англия) и 2022 Фицето (бас), Даниел (вокали). След няколко промени през годините, действащият състав е: Мартин Манев (китара), Камен Манев (барабани), Цветелин Балтов (клавишни), Христо Гочков (бас), Даниел Николов (вокали), Кремена Ганчева (вокали) и Преслава Великова (вокали). Клеймор бързо стават популярни сред българските фенове с уникален и чист стил на мелодичен метъл, съчетаващ агресия и мелодия в едно с влияния от други стилове като progressive, heavy, thrash, hardcore, death, black metal, grind, както и много класическа музика. Първото им представяне е през септември 1999 г. до започване на дълго турне из цяла България. Това им печели място в най-големия български underground музикален фестивал (Бургас 2000). Но това е само началото. В края на 2000 г. Клеймор записват първите си демо записи, бързо последван от демо CD, наречено „Warriors of Claymore“. През 2002 г. Клеймор работи усилено върху качеството на звука си. Групата записва демото „Released“, състоящо се от 5 песни. Тези песни представляват техния стил и част от техните концерти.
Клеймор участва и в много фестивали: „Trash till Death“, „Heatework festival“, „Heart Rock festival“, „Chaos fest“, „Massacre Fest“, „Legacy Open Air Fest“, „Barock Fest“, „Nightmare Fest“, „Ost festival“, „Sea Black Festival“, „Urpin Fest“ и т.н., където те свирят заедно с известни групи като: Destruction, Dimmu Borgir, Primordial, Jorn Lande, Mystic Circle, Napalm Death, Sinister, Lord Belial, Graveworm, Eastern Front, Exumer, Negura Bunget, Izegrim, Spoil Engine, Zombie INC и др.
Клеймор записва първия си албум „Prolonged Active Antagonism“ и взе участие в турнето „Black Curse Over Europe“ (2008 г.) заедно с Lord Belial, Graveworm и Eastern Front. Албумът е издаден от D.O.P. (България). Официален дистрибутор на mp3 са Forces of Satan (Норвегия) и Toxicity Records – Vodafone Live (България). След завършването на втория албум „Vengeance is Near“ се сключи сделка с японския лейбъл Red Rivet Records. Това е голяма крачка в развитието на групата, както и включването на песента „Centuries of Chaos Part II“ в компилацията към списание Terrorizer бр. 247. След много усилия групата реализира още една своя мечта. През 2014 г., Клеймор направи първото си самостоятелно европейско турне – „Vengenace is Near“ – което минава през Словакия, Румъния и България. Следват още две „Between Two Worlds“ (2015 г.) и „Ghost Stories from the Myst“ (2017 г.), които обхващат още държави – Унгария, Чехия, Полша и Германия. През 2017 г. групата успява да запише и реализира първия си официален клип на песента „Blood Rain“. В момента групата несъществува.

## Членове
- Даниел Николов – вокали (от 2022)
- Кремена Ганчева – вокали (от 2020)
- Преслава Великова – вокали (от 2020)
- Христо Гочков – бас (от 2022)
- Цветелин Балтов – клавир (от 2000)
- Камен Манев – барабани (от 1999)
- Мартин Манев – китара (от 1999)

### Бивши членове
- Емил Кехайов – вокали (от 2013 - 2022)
- Александър Пламенов - бас (2021 - 2022)
- Николай Николаев – барабани (2012 – 2015)
- Пламен Цанев – китара (2013)
- Светослав Георгиев – вокали (2007 – 2013)
- Велислав Данов – бас китара (1999 – 2012)
- Емил Петев – китара (2000 – 2001)
- Калоян Гаджов – вокали (1999 – 2000)
- Кремена Ганчева – вокали (2000 – 2001)
- Цветан Рачев – вокали (2000 – 2007)
- Женя – клавишни (1999 – 2000)

## Дискография

### Студийни албуми
- 2008: Prolonged Active Antagonism
- 2014: Vengeance is Near

### Други издания
- 1999: Demo
- 2000: Warriors of Claymore (EP)
- 2004: Released (EP)
- 2005: Live in DNA

### Компилации
- 2014: Fear Candy Terrorizer magazine issue 247
- 2011: Millennial Metal V. vol. 1
- 2009: The Legion of TchorT Compilation #6